# 静岡済生会総合病院
静岡済生会総合病院（しずおかさいせいかいそうごうびょういん）は、静岡県静岡市駿河区小鹿一丁目に存在し、社会福祉法人恩賜財団済生会が運営する医療機関。

## 歴史
- 1948年（昭和23年）6月 - 三菱重工静岡工場の診療所を静岡県が買収し、済生会に経営を委託し「静岡厚生寮済生会病院」として開設。
- 1976年（昭和51年）10月23日 - 病院の独身寮でガス爆発事故。看護師ら4人が重軽傷[1]。
- 1979年（昭和54年）6月 - 静岡県で最初の救命救急センターを併設　現西館を新築。
- 1985年（昭和60年） - 現北館を新築。
- 1998年（平成10年） - 現南館を新築。
- 2006年（平成18年）
  - 2月 - 医療機能評価Ver.5を受審、認定を受ける。
  - 3月 - 電子カルテシステムを核とした新病院情報システム導入。
- 2007年（平成19年）3月14日 - ホテルセンチュリー静岡にて静岡市静岡医師会との間で脳卒中病診連携ネットワークシステム調印式を行う。
- 2016年（平成28年）4月 - 現東館を新築。

## 診療科
- 外科
- 小児外科
- 脳神経外科
- 心臓血管外科
- 形成外科
- 整形外科
- 歯科口腔外科
- 総合診療科
- 内分泌代謝科
- 循環器内科
- 不整脈科
- 腎臓内科
- 消化器内科
- 神経内科
- 呼吸器内科
- 血液内科
- 耳鼻咽喉科
- 眼科
- 小児科
- 産婦人科
- 皮膚科
- 泌尿器科
- 麻酔科
- 精神科
- 放射線科

## 指定
- 臨床研修指定病院
- 歯科臨床研修施設
- 救命救急センター
- 地域災害医療センター
- 地域周産期医療センター
- エイズ治療拠点病院
- 地域リハビリテーション支援センター
- 臓器移植推進協力病院
- 助産施設
- 無料低額診療事業

## 歴代院長
- 初代院長：岡本一男（1948年 - 1992年）
- 2代院長：岡本晃愷（あきよし）（1992年 - 2000年）
- 3代院長：田島寶（たから）（2000年 - 2004年）
- 4代院長：小澤勝男（2004年 - 2009年）
- 5代院長：石塚隆夫（2009年 - 2014年）
- 6代院長：石山純三（2014年 - 2021年）
- 7代院長：岡本好史（よしちか）（2021年 - ）

## 交通アクセス
- 停留所名は「済生会病院前」、「済生会病院正門」、「済生会病院南」。運行事業者はしずてつジャストライン。

| 停留所名       | 路線名     | 系統番号 | 経由地                                                               | 行先                             | 備考                                                             |
| -------------- | ---------- | -------- | -------------------------------------------------------------------- | -------------------------------- | ---------------------------------------------------------------- |
| 済生会病院前   | 美和大谷線 | 35       | 小鹿・堀ノ内                                                         | 静岡大学                         |                                                                  |
| 済生会病院前   | 美和大谷線 | 36       | 小鹿・堀ノ内・宮川                                                   | 東大谷                           | 静岡大学経由は系統番号が34となる。                               |
| 済生会病院前   | 美和大谷線 | 38       | 小鹿・堀ノ内・宮川                                                   | ふじのくに地球環境史ミュージアム | 静岡大学経由は系統番号が38となる。また、休館日は東大谷行となる。 |
| 済生会病院前   | 美和大谷線 | 124      | 下横田・静岡駅前・新静岡御幸町・籠上                                 | 美和団地前                       | 安倍口団地を団地する便もある。                                   |
| 済生会病院前   | 美和大谷線 | 126      | 下横田・静岡駅前・新静岡御幸町・籠上・美和団地前・美和中学校入口     | 足久保団地                       | 安倍口団地を団地する便もある。                                   |
| 済生会病院前   | 美和大谷線 | 127      | 下横田・静岡駅前・新静岡御幸町・籠上・美和団地前・美和中学校入口     | 奥長島                           |                                                                  |
| 済生会病院正面 | みなみ線   | 17       | 八幡三丁目・静岡駅南口・中田二丁目・駿河区役所静岡新聞社前・競輪場前 | 小鹿営業所                       | 内回り                                                           |
| 済生会病院正面 | みなみ線   | 18       | 小鹿局前・競輪場前                                                   | 小鹿営業所                       | 外回り                                                           |
| 済生会病院南   | みなみ線   | 17       | 八幡三丁目・静岡駅南口・中田二丁目・駿河区役所静岡新聞社前・競輪場前 | 小鹿営業所                       | 内回り                                                           |
| 済生会病院南   | みなみ線   | 18       | 小鹿局前・競輪場前                                                   | 小鹿営業所                       | 外回り                                                           |

- 静岡鉄道・静岡清水線 柚木駅より徒歩で約15分。